# Pierre Escot
Pierre Escot, né le 8 novembre 1965 à La Rochelle, est un écrivain, poète, éditeur et plasticien français. Il est, avec Guillaume Goutal, cofondateur des éditions « PEGG livres d'artistes » (selon leurs initiales : P.E. et G.G.).

## Biographie
Pierre Escot, né en 1965 à La Rochelle, est le frère du journaliste sportif Richard Escot.
Pierre Escot travaille dans les domaines de la photographie, de la vidéo, du livre d'artiste et de la poésie, avec des travaux où la question du langage est au centre de l'interrogation.
Comme le dit le journaliste Jean-Paul Gavard-Perret dans l'introduction à son interview : « Il crée des monstres où l’absurde et l’apparent délire inventent dans un travail des plus précis des approches où le langage – quelle qu’en soit la nature – est poussé parfois jusqu’à l’autoparodie ».
« Ses vidéos ont été montrées au Centre Pompidou dans le cadre de Littératures pirates et dans divers festivals en Europe ».
C'est seulement en janvier 2021 qu'est édité son tout premier livre : Spermogramme, écrit dans les années 1980.
En juillet 2021, il publie Piotr, postfacé par Denis Lavant et lu par ce dernier dans un enregistrement disponible en ligne,.

## Publications
- Planning aux éditions PPT en 2007[8].
- Décompte zéro et Décompte zéro un aux éditions Derrière la salle de bain en 2012[9].
- Les Bords, aux éditions Derrière la salle de bain en 2013[9].
- Occiput, poème sexuel, aux éditions Derrière la salle de bain en 2014.
- Le Carnet Lambert : Extraits, Lausanne, Art&fiction, coll. « Re:Pacific », 2015, 98 p. (ISBN 978-2-940570-00-3)[10],[11],[12].
- Piotr, Incertain Sens et Media Graphic, 2021  (ISBN 9782914291941)[13].
- Spermogramme (poésie), éditions Supernova, 2021 (ISBN 9782490353460)[14].
- Fabienne Gaston-Dreyfus en collaboration avec Éric Suchère aux éditions Galerie Jean Fournier, 10 mars 2017,  (ISBN 978-2-9530429-2-4). Ouvrage publié à l'occasion de l'exposition de Fabienne Gaston-Dreyfus, Le paradis brûle, présentée à la galerie Jean Fournier du 9 mars au 22 avril 2017[15].
- Pierre Escot et Hubert Renard, Dimensions variables, Lausanne, Art&fiction, coll. « ShushLarry », 2023, 310 p. (ISBN 978-2-88964-048-5)

## Cinéma
- Co-scénariste de Année zéro, court-métrage de Charles Platto, produit par le Groupe de Recherches et d'Essais Cinématographiques en 2002[16].

## Textes dans des ouvrages collectifs
- PEGG : coffret n°2, Paris, éditions Pegg, 2007, 24 p. (OCLC 762322909)
- Paris macho, Lausanne, Art&fiction, coll. « Inconscient machographique », 2017, 10 p. (OCLC 1055598013)